# 針間克己
針間 克己（はりま かつき、1965年5月25日 - ）は、日本の精神科医。
日本性科学会理事長、GID学会理事、日本精神神経学会「性同一性障害に関する委員会」委員、World Professional Association for Transgender Health (WPATH) 会員。はりまメンタルクリニック院長。

## 概略
山口県宇部市出身。ラ・サール高等学校を経て、東京大学医学部卒業。東京大学大学院医学系研究科博士課程修了、医学博士。
「性同一性障害者の性別の取扱いの特例に関する法律」の立法に際して発足した国会議員による性同一性障害勉強会に招かれ、性同一性障害に関する医学的概念の講義をおこなった。
性犯罪者処遇プログラムの専門家として、テレビなどマスメディアへの出演もする。ネット上では「杏野 丈」という名前でウェブサイトを開設するなどしている。

## 経歴
- 1990年 - 東京大学医学部医学科卒業、東京大学医学部附属病院精神神経科入局。
- 1991年 - 東京都立松沢病院にて研修。
- 1992年 - 東京大学大学院医学系研究科博士課程進学。
- 1996年 - 東京大学大学院医学系研究科博士課程修了、博士（医学）取得。鶴が丘病院勤務。
- 1997年 - 東京家庭裁判所医務室勤務。
- 2005年4月 - 法務省・性犯罪者処遇プログラム研究会構成員就任、東京武蔵野病院勤務。
- 2006年9月16日 - 名古屋商科大学大学院元教授の心理（性犯罪を繰り返す人の心理）についてテレビ番組（「報道ステーション」）で解説を行った。
- 2008年4月 - 東京・駿河台下に「はりまメンタルクリニック」を開業し、院長に就任。
- 2018年3月24日-25日 - GID（性同一性障害）学会・第20回研究大会の会長を務める。参加者は634人。

## 著書
医学書・法学書
- 牛島定信責任編集　『臨床精神医学講座S4　摂取障害・性障害』　中山書店、2000年。ISBN 9784521493114
- 馬場禮子・福島章・水島恵一編集　『臨床心理学体系19　人格障害の心理療法』　金子書房、2000年。 ISBN 9784760893393
- 石原明・大島俊之編著　『性同一性障害と法律—論説・資料・Q&A』　晃洋書房、2001年。 ISBN 9784771012288

単著
- 針間克己　『一人ひとりの性を大切にして生きる—インターセックス、性同一性障害、同性愛、性暴力への視点』　少年写真新聞社、2003年。 ISBN 9784879811615
- 針間克己　『性非行少年の心理療法』　有斐閣〈有斐閣選書〉、2001年。 ISBN 9784641280533
- 針間克己　『セクササイズ58—読む性の活力源』　小学館、1999年。 ISBN 9784093940665

共著
- 野宮亜紀・針間克己・大島俊之・原科孝雄・虎井まさ衛・内島豊　『性同一性障害って何?—一人一人の性のありようを大切にするために』　緑風出版〈プロブレムQ&A〉、2011年（増補改訂版）。 ISBN 9784846111014
- 野宮亜紀・針間克己・大島俊之・原科孝雄・虎井まさ衛・内島豊　『性同一性障害って何?—一人一人の性のありようを大切にするために』　緑風出版〈プロブレムQ&A〉、2003年。 ISBN 9784846103101
- 針間克己・大島俊之・野宮亜紀・虎井まさ衛・上川あや　『性同一性障害と戸籍—性別変更と特例法を考える』　緑風出版〈プロブレムQ&A〉、2007年。 ISBN 9784846107215
- 針間克己監修、相馬佐江子編著　『性同一性障害30人のカミングアウト』　双葉社、2004年。 ISBN 9784575297225
- 深津亮・及川卓・塚田攻・松本清一・金子和子・原科孝雄・針間克己・阿部輝夫　『こころとからだの性科学』　星和書店〈こころのライブラリー〉、2000年。 ISBN 9784791104444

訳書
- アリス・ドムラット・ドレ Alice Domurat Dreger著、針間克己訳　『私たちの仲間―結合双生児と多様な身体の未来』　緑風出版、2004年。 ISBN 9784846104214
- アメリカがん協会編著、高橋都・針間克己訳　『がん患者の幸せな性―あなたとパートナーのために』　春秋社、2002年。 ISBN 9784393716106
- アメリカがん協会編著、高橋都・針間克己訳　『がん患者の幸せな性―あなたとパートナーのために』　春秋社、2007年（新装版）。 ISBN 9784393716199

## 出演
- 「ハートをつなごう」 性同一性障害編 （NHK教育）